# Provincia de Surin
Surin (en tailandés: สุรินทร์) es una de las provincias de Tailandia, situada en la zona nordeste del país y que limita, en el sentido de las agujas del reloj, con las provincias de Buri Ram, Maha Sarakham, Roi Et y Sisaket. Al sur se encuentra con la provincia de Oddar Mean Chey en Camboya.

## Geografía
En el norte de la provincia se encuentra el valle del río Mun, un afluente del Mekong. Al sur esta la cadena montañosa Dangrek, que forma el límite con Camboya.

## Historia
Surin fue originalmente una parte importante del Imperio jemer (hoy Camboya). De aquella época solo permanecen las ruinas de los templos. En 1763 se trasladó población a la ubicación de la ciudad moderna de Surin, y pasó a ser conocida con el nombre Mueang Prathai Saman. Entonces un hombre llamado Chiangpum ofreció un elefante blanco en homenaje a Rama I antes de que se convirtiera en rey. A cambio Chiangpum recibió el nombre honorario de Luang Surin Phakdi y fue designado como líder de la aldea. Más tarde se convirtió en el primer gobernador de Rama I cuando éste alcanzó el trono. En 1786 la ciudad fue rebautizada en honor de su primer gobernador a su nombre actual, Surin.

## Símbolos
El emblema provincial es una imagen de Indra encima de su elefante blanco celestial, Airavata, diseño que se basa en el modelo encontrado en un famoso templo camboyano de la provincia. El árbol símbolo de la provincia es el Fagraea fragrans.

## Clima
Surin tiene un clima tropical de sabana. Los inviernos son secos y cálidos. La temperatura sube hasta abril, que tiene días de calor promedio de 35,9 grados Celsius (96,6 °F). La estación del monzón empieza en abril y termina a principios de octubre, con tormentas y lluvias frecuentes que alternan con temperaturas frías durante el día, mientras que las noches son cálidas. 
| Parámetros climáticos promedio de Surin (1981–2010)                                                    | Parámetros climáticos promedio de Surin (1981–2010) | Parámetros climáticos promedio de Surin (1981–2010) | Parámetros climáticos promedio de Surin (1981–2010) | Parámetros climáticos promedio de Surin (1981–2010) | Parámetros climáticos promedio de Surin (1981–2010) | Parámetros climáticos promedio de Surin (1981–2010) | Parámetros climáticos promedio de Surin (1981–2010) | Parámetros climáticos promedio de Surin (1981–2010) | Parámetros climáticos promedio de Surin (1981–2010) | Parámetros climáticos promedio de Surin (1981–2010) | Parámetros climáticos promedio de Surin (1981–2010) | Parámetros climáticos promedio de Surin (1981–2010) | Parámetros climáticos promedio de Surin (1981–2010) |
| Mes | Ene.                                                | Feb.                                                | Mar.                                                | Abr.                                                | May.                                                | Jun.                                                | Jul.                                                | Ago.                                                | Sep.                                                | Oct.                                                | Nov.                                                | Dic.                                                | Anual                                               |
| --- | --------------------------------------------------- | --------------------------------------------------- | --------------------------------------------------- | --------------------------------------------------- | --------------------------------------------------- | --------------------------------------------------- | --------------------------------------------------- | --------------------------------------------------- | --------------------------------------------------- | --------------------------------------------------- | --------------------------------------------------- | --------------------------------------------------- | --------------------------------------------------- |
| Temp. máx. abs. (°C)                                                                                   | 37.0                                                | 38.9                                                | 40.4                                                | 41.6                                                | 39.5                                                | 38.0                                                | 38.2                                                | 36.9                                                | 35.7                                                | 35.1                                                | 36.0                                                | 34.8                                                | 41.6                                                |
| Temp. máx. media (°C)                                                                                  | 31.2                                                | 33.5                                                | 35.4                                                | 36.0                                                | 34.5                                                | 33.4                                                | 32.7                                                | 32.2                                                | 31.7                                                | 31.1                                                | 30.8                                                | 30.0                                                | 32.7                                                |
| Temp. media (°C)                                                                                       | 24.1                                                | 26.6                                                | 28.7                                                | 29.8                                                | 28.8                                                | 28.3                                                | 27.9                                                | 27.6                                                | 27.3                                                | 26.7                                                | 25.3                                                | 23.6                                                | 27.1                                                |
| Temp. mín. media (°C)                                                                                  | 18.1                                                | 20.6                                                | 23.0                                                | 24.9                                                | 24.9                                                | 24.9                                                | 24.6                                                | 24.4                                                | 24.2                                                | 23.3                                                | 20.8                                                | 18.1                                                | 22.7                                                |
| Temp. mín. abs. (°C)                                                                                   | 9.4                                                 | 11.6                                                | 12.0                                                | 18.8                                                | 21.3                                                | 21.5                                                | 21.0                                                | 21.0                                                | 20.8                                                | 16.5                                                | 13.3                                                | 8.3                                                 | 8.3                                                 |
| Lluvias (mm)                                                                                           | 5.6                                                 | 11.5                                                | 45.6                                                | 93.3                                                | 179.8                                               | 204.7                                               | 221.3                                               | 256.2                                               | 255.4                                               | 128.2                                               | 28.7                                                | 1.9                                                 | 1432.2                                              |
| Días de lluvias (≥ 1 mm)                                                                               | 0.8                                                 | 2.2                                                 | 4.0                                                 | 8.2                                                 | 16.0                                                | 16.3                                                | 18.0                                                | 19.7                                                | 18.3                                                | 12.0                                                | 3.8                                                 | 0.6                                                 | 119.9                                               |
| Horas de sol                                                                                           | 263.5                                               | 245.8                                               | 238.7                                               | 204.0                                               | 155.0                                               | 153.0                                               | 117.8                                               | 117.8                                               | 144.0                                               | 182.9                                               | 219.0                                               | 260.4                                               | 2301.9                                              |
| Humedad relativa (%)                                                                                   | 65                                                  | 63                                                  | 63                                                  | 67                                                  | 76                                                  | 79                                                  | 80                                                  | 82                                                  | 84                                                  | 81                                                  | 73                                                  | 68                                                  | 73                                                  |
| Fuente n.º 1: Thai Meteorological Department                                                           |                                                     |                                                     |                                                     |                                                     |                                                     |                                                     |                                                     |                                                     |                                                     |                                                     |                                                     |                                                     |                                                     |
| Fuente n.º 2: Office of Water Management and Hydrology, Royal Irrigation Department (sun and humidity) |                                                     |                                                     |                                                     |                                                     |                                                     |                                                     |                                                     |                                                     |                                                     |                                                     |                                                     |                                                     |                                                     |

## División administrativa
La provincia se divide en 17 distritos (Amphoe) que se dividen a su vez en 158 comunas (tambon) y 2011 aldeas (muban).
| 1. Mueang Surin 2. Chumphon Buri 3. Tha Tum 4. Chom Phra 5. Prasat 6. Kap Choeng 7. Rattanaburi 8. Sanom 9. Sikhoraphum | 1. Sangkha 2. Lamduan 3. Samrong Thap 4. Buachet 5. Phanom Dong Rak 6. Si Narong 7. Khwao Sinarin 8. Non Narai |